# Rick Ware Racing
Le Rick Ware Racing est une écurie de sport automobile américaine fondée par le pilote automobile américain Rick Ware (en). Elle participe à des championnats tels que la NASCAR Cup Series, l'Xfinity Series, la NASCAR Pinty's Series, le WeatherTech SportsCar Championship, l'Asian Le Mans Series et l'IndyCar Series.